# Queen Anne's Revenge
La Queen Anne's Revenge (in italiano Vendetta della Regina Anna) era una fregata, usata soprattutto come nave ammiraglia del pirata britannico Edward Teach, meglio noto come Barbanera. Venne costruita a Bristol nel 1710 con il nome di Concorde. L'anno successivo venne catturata dai francesi e ribattezzata La Concorde de Nantes. Nel 1717 la nave venne catturata da Barbanera e dai suoi pirati e venne ribattezzata Queen Anne's Revenge. Barbanera utilizzò la Revenge come propria ammiraglia per meno di un anno ma con essa riuscì a catturare numerose navi. La Queen Anne's Revenge si arenò e venne abbandonata presso Beaufort Inlet, in Carolina del Nord. Il suo relitto è stato ritrovato nel 1996.

## Storia

### La Concorde
La nave, che pesava intorno alle venti tonnellate, venne costruita nei cantieri navali di Bristol nel 1710 con il nome di Concorde e venne inizialmente utilizzata per il trasporto degli schiavi per la Francia, lavorando per la flotta dei mercanti inglesi. Nel 1711 venne catturata dai corsari francesi. In Francia subì diverse ristrutturazioni, soprattutto nella poppa, per essere poi venduta alla Spagna. Nel 1713 ritornò alla Francia, dove subì nuovi lavori e venne poi acquistata da René Montaudoin, che la ribattezzò La Concorde de Nantes e la utilizzò per il trasporto degli schiavi.

### La Concorde de Nantes
La Concorde, ora una nave mercantile francese, salpò dal porto di Nantes il 24 marzo 1717 armata con 16 cannoni e con una ciurma di 75 uomini. L'8 luglio La Concorde arrivò al porto di Ouidah in Africa occidentale (nell'attuale Benin). Qui furono caricati 516 schiavi nativi africani. In otto settimane La Concorde attraversò l'Oceano Atlantico verso i Caraibi e durante il viaggio perirono 61 schiavi e 16 membri dell'equipaggio. Il 28 novembre 1717, a sole 100 miglia dall'isola caraibica di Martinica, la nave francese venne intercettata da due sloop (uno con 120 uomini e 12 cannoni e l'altro con 30 uomini e 8 cannoni) capitanati dal famigerato pirata Barbanera. Non essendo in grado di sostenere un attacco a causa dell'inferiorità numerica, il capitano Pierre Dosset si arrese ai pirati e La Concorde venne catturata.
I pirati di Barbanera condussero La Concorde presso l'isola di Bequia, nelle Grenadine, dove la ciurma francese e gli schiavi africani vennero lasciati a terra. Un mozzo e due marinai della ciurma francese informarono i pirati che a bordo si trovava un carico d'oro e si unirono volontariamente alla ciurma di Barbanera; altri 9 uomini dalla ciurma francese vennero costretti ad unirsi ai pirati. La Concorde fu la nave più grande e più elegante che Barbanera catturò nella sua carriera, motivo per cui decise di tenerla per sé come nave ammiraglia. Barbanera raddoppiò il numero di cannoni sulla nave e la ribattezzò "Queen Anne's Revenge", in onore della regina Anna di Gran Bretagna.

### LaQueen Anne's Revenge
Con la Queen Anne's Revenge, Barbanera assaltò numerose navi mercantili presso le Grenadine, le Piccole Antille, Porto Rico e Hispaniola. Nell'aprile del 1718 Teach catturò lo sloop Adventure e costrinse il suo capitano, David Herriot, ad unirsi alla pirateria. Navigando verso est, i pirati passarono al largo delle Isole Cayman e catturarono uno sloop spagnolo al largo di Cuba, prima di dirigersi verso nord. Nel maggio del 1718 i pirati giunsero al largo del porto di Charleston, nella Carolina del Sud, con la Queen Anne's Revenge e tre piccoli sloop. Con le sue navi, Barbanera bloccò il porto di Charleston, impedendo a qualsiasi imbarcazione di entrare o uscire e prendendo l'equipaggio e i passeggeri di una delle navi in porto, la Crowley, come prigionieri. Qui, i pirati scambiarono gli ostaggi con medicinali e ripresero il largo. Il 10 giugno la Queen Anne's Revenge si arenò presso Beaufort Inlet, in Carolina del Nord, e venne dismessa e abbandonata.
Da allora il relitto si inabissò finendo al largo delle coste della Contea di Carteret, nell'Oceano Atlantico, coperto di coralli e alghe. Nel 1996 è però stato avviato il Queen Anne's Revenge Project, per il recupero della nave. Nel giugno 2011 è stata rinvenuta l'ancora della famigerata Queen Anne's Revenge

## Nella cultura di massa
- La Queen Anne's Revenge appare nel romanzo Mari stregati (1987) di Tim Powers.
- La nave appare nel film Pirati dei Caraibi - Oltre i confini del mare (2011), in parte ispirato al libro di Powers, dove è stata interpretata dalla Sunset, una nave che aveva interpretato la Perla Nera nei due film precedenti: La maledizione del forziere fantasma (2006) e Ai confini del mondo (2007). La Queen Anne's Revenge appare anche nel videogioco Pirates of the Caribbean Online. La nave ritorna poi nel film Pirati dei Caraibi - La vendetta di Salazar (2017), in cui compare come la nave ammiraglia di Hector Barbossa e della sua piccola flotta pirata. Inoltre, il set LEGO 4195 della linea Pirati dei Caraibi è dedicato alla Queen Anne's Revenge.
- La nave appare inoltre nel videogioco Assassin's Creed IV: Black Flag.[7]
- Appare anche nel romanzo Percy Jackson e gli dei dell'Olimpo: il mare dei mostri di Rick Riordan.
- Queen Anne's Revenge è anche il Noble Phantasm del personaggio Barbanera nel videogioco Fate Grand Order.